# Top secret rosies
Top Secret Rosies es el nombre que se le da a un grupo de mujeres que en 1942 fueron contratadas por el ejército Estadounidense para programar uno de los primeros computadores, el ENIAC.

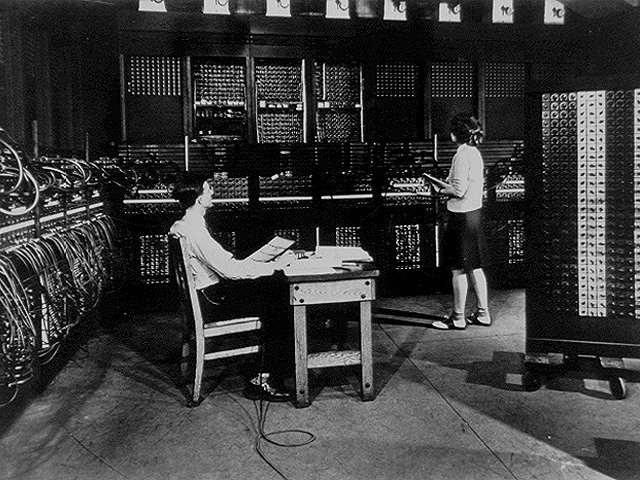

Este grupo de mujeres programadoras estaba formado por Betty Snyder Holberton, Jean Jennings Bartik, Kathleen McNulty Mauchly Antonelli, Marlyn Wescoff Meltzer, Ruth Lichterman Teitelbaum y Frances Bilas Spence.
Este grupo olvidado de mujeres fue muy importantes ya que hicieron grandes aportaciones a la programación y a la tecnología durante el siglo XX.

## Miembros
- Jean Bartik
- Ruth Teitelbaum
- Marlyn Meltzer
- Betty Holberton
- Frances Spence
- Kathleen Antonelli

## Historia
Desde el inicio de la informática y de los primeros computadores programables en su mayoría los trabajadores eran hombres. El papel de la mujer siempre fue minoritario o desconocido para el resto, como es el caso de la historia de este grupo de mujeres.
Después del ataque sorpresa a la base militar estadounidense de Pearl Harbor, el ejército empezó a reclutar mujeres a sus filas, buscaban mujeres matemáticas que pudieran realizar cálculos de balística. Estas mujeres fueron contratadas para trabajar en el ENIAC en la Universidad de Pensilvania, donde el computador fue construido.

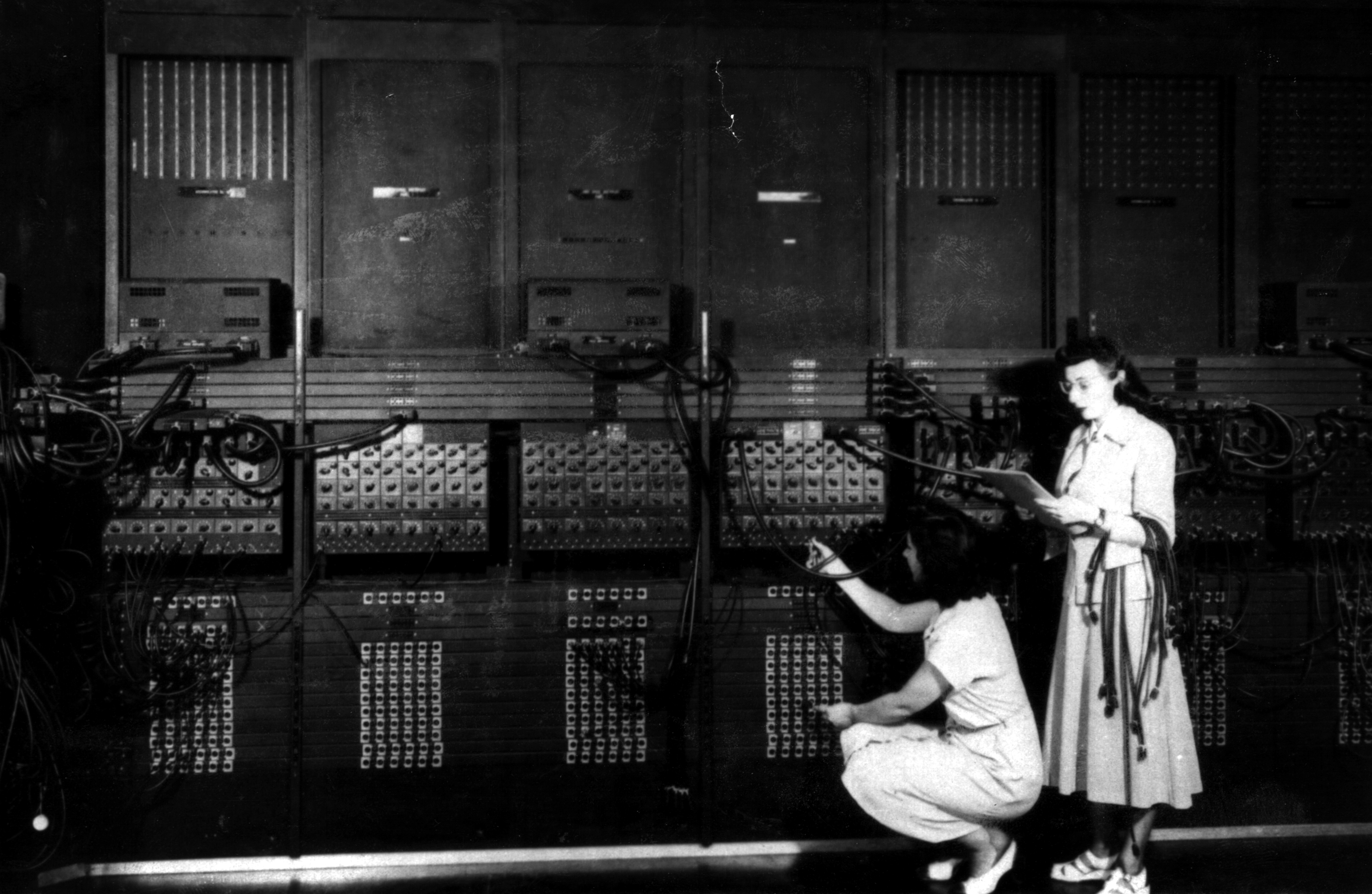
Programando el ENIAC

El papel de estas mujeres fue muy importante para el desarrollo de la Segunda Guerra Mundial ya que el ENIAC fue un computador de vital importancia para la época, ya que realizó los cálculos matemáticos que sirvieron para mejorar los ataques y gracias a estos los aliados pudieron poner fin a la guerra antes debido a la eficiencia de los cálculos.
Aunque cuando se presentó el  ENIAC fue un hecho muy relevante que dio a conocer a sus constructores los ingenieros  John Presper Eckert y John William Mauchly. Sin embargo el trabajo de este grupo de mujeres fue silenciado totalmente aunque ellas lo programaron. Ocultaron su trabajo de tal manera que se decía que las mujeres que salían en las imágenes con el ENIAC eran modelos. Pero mucho más tarde en el 2010 sus aportaciones fueron reconocidas en el documental de ‘Top Secret Rosies: The Female Computers of WWII’ un documental que quería dar a conocer el trabajo de las mujeres en la Segunda Guerra Mundial.
Al finalizar la guerra muchas de ellas siguieron trabajando en el ENIAC o en otros proyectos con otras universidades y organizaciones. Pero posteriormente la mayoría fueron dejando sus trabajos y carrera profesional para concentrarse en su familia y teniendo hijos.

## Aportaciones
Las grandes aportaciones de estas mujeres fue que el ejército aliado gracias a su trabajo ganase antes la guerra de lo previsto por ello salvando vidas.
Desde un punto de vista informático sus aportaciones al campo de la programación fueron muy importantes, ya que cuando tuvieron que programar no existía un lenguaje definido para este ordenador por lo cual tuvieron que estudiar los diagramas lógicos y aprender el funcionamiento del computador. Pero ellas crearon fundamentos de la programación ya que crearon aplicaciones software, clases en programación, etc.. Contribuyeron a hacer más simple y que la pudieran manejar todos.